# Egila (Buchau)
Egila (* nach 1000) war die sechste Äbtissin des freiweltlichen Damenstifts Buchau im heutigen Bad Buchau am Federsee.
Im Jahre 1045 schrieb Hermann der Lahme ein Gedicht mit dem Titel ad amiculas suas quasdam sanctimoniales feminas. Der Historiker Arno Borst vermutet, dass die in dem Gedicht beschriebene Vorsteherin eines Klosters Egila gewesen sein könnte. Weitere Quellen oder Belege finden sich über Egila nicht.